# باتريسيو أسيفيدو
باتريسيو أسيفيدو (بالإسبانية: Patricio Acevedo)‏ هو لاعب كرة قدم ومدرب كرة قدم تشيلي، ولد في 9 أبريل 1978. لعب مع ديبورتيس أنتوفاغاستا.

## وصلات خارجية
- باتريسيو أسيفيدو على موقع قاعدة بيانات كرة القدم.إي يو (الإنجليزية)
- باتريسيو أسيفيدو على موقع Soccerway.com (الإنجليزية)